# Варовище
Варовище (на македонска литературна норма: Варовиште) е село в Северна Македония, в община Крива паланка.

## География
Селото е разположено в областта Славище в северното подножие на планината Осогово, на три километра източно от общинския център Крива паланка и на два километра западно от Осоговския манастир.

## История
В края на XIX век Варовище е малко българско село в Кривопаланска каза на Османската империя. Според статистиката на Васил Кънчов („Македония. Етнография и статистика“) от 1900 година Варовище е населявано от 90 жители българи християни.
Цялото християнско население на селото е под върховенството на Българската екзархия. По данни на секретаря на екзархията Димитър Мишев („La Macédoine et sa Population Chrétienne“) в 1905 година във Варовище има 112 българи екзархисти.
При избухването на Балканската война в 1912 година 2 души от Варовище са доброволци в Македоно-одринското опълчение.
По време на Първата световна война Варовище е включено в Дурачкоречка община и има 127 жители.
Според преброяването от 2002 година селото има 87 жители, всички северномакедонци.

## Личности
Родени във Варовище
- Петър Божков, македоно-одрински опълченец, 1 рота на 2 скопска дружина[6]
- Стефан Иванов, македоно-одрински опълченец, 25-годишен, жител на гр. Паланка, дюлгер, 1 клас, 1 рота на 2 скопска дружина, ностител на орден „За храброст“[7]
- Серафим Петров, кметски наместник в периода на българското управление 1941-1944 година[8]

Починали във Варовище
- Стоян Георгиев Геров, български военен деец, поручик, загинал през Втората световна война[9]